# Bouadel
Bouadel  (in arabo بوعادل‎?) è un centro abitato e comune rurale del Marocco situato nella provincia di Taounate, regione di Fès-Meknès. Conta una popolazione di 12 684 abitanti (censimento 2014).